# Break Up
| Оценки критиков      | Оценки критиков |
| Источник             | Оценка          |
| -------------------- | --------------- |
| The A.V. Club        | C+              |
| AllMusic             | [ 2 ]           |
| BBC                  | (average)       |
| Chart Attack         | [ 4 ]           |
| Entertainment Weekly | B−              |
| The Independent      | (positive)      |
| Now Magazine         | [ 7 ]           |
| Paste                | (positive)      |
| Pitchfork            | 4.7/10          |
| Rolling Stone        | [ 10 ]          |

Break Up — совместный студийный альбом американских музыканта Пита Йорна и актрисы Скарлетт Йоханссон, выпущенный 25 мая 2009 года. Во Франции получил золотой сертификат.

## Об альбоме
Запись альбома началась в 2006 году, тем самым предшествуя нескольким альбомам, которые Пит Йорн и Скарлетт Йоханссон выпустили в качестве сольных исполнителей. Йоханссон завершила свой вокальный вклад в альбом за две дневные сессии.
Йорн сказал, что концепция альбома пришла ему во время сна. Проект был вдохновлен альбомами Сержа Генсбура 1967 (Bonnie and Clyde) и 1968 годов  (Initials B.B.), записанных им совместно с французской киноактрисой Бриджит Бардо.
Альбом получил положительные отзывы музыкальной критики и интернет-изданий: AllMusic, The Independent, Pitchfork. Альбом получил суммарный рейтинг 52/100 от профессиональных критиков на сайте Metacritic.

## Список композиций
Слова и музыка всех песен — Pete Yorn, кпрме обозначенных.
| №  | Название                       | Длительность |
| -- | ------------------------------ | ------------ |
| 1. | «Relator»                      | 2:33         |
| 2. | «Wear and Tear»                | 3:22         |
| 3. | «I Don't Know What to Do»      | 3:29         |
| 4. | «Search Your Heart»            | 3:01         |
| 5. | «Blackie's Dead»               | 2:37         |
| 6. | «I Am the Cosmos» (Chris Bell) | 2:47         |
| 7. | «Shampoo»                      | 3:05         |
| 8. | «Clean»                        | 3:48         |
| 9. | «Someday»                      | 4:17         |

| №   | Название                | Длительность |
| --- | ----------------------- | ------------ |
| 10. | «Blackie's Dead [Demo]» | 2:03         |

## Чарты

### Еженедельные чарты
| Чарт (2009)                             | Высшая позиция |
| --------------------------------------- | -------------- |
| Бельгия/Фландрия (Ultratop)             | 78             |
| Бельгия/Валлония (Ultratop)             | 45             |
| Франция (SNEP)                          | 18             |
| Германия (Media Control)                | 89             |
| Швейцария (Schweizer Hitparade)         | 58             |
| Великобритания, UK Albums Chart         | 160            |
| США, Billboard 200                      | 41             |
| США, Top Alternative Albums (Billboard) | 6              |
| США, Top Rock Albums (Billboard         | 14             |

## Сертификации
| Регион | Сертификация | Продажи |
| --- | ------------ | ------- |
| Франция (SNEP) | Золотой      | 50,000* |
| * Данные о продажах приведены только на основе сертификации. ^ Данные о тиражах приведены только на основе сертификации. |              |         |